# 3data
3data (ООО «ДЦ 3Дата»)  — это российская сеть дата-центров, предоставляющая услуги colocation, первая в России реализовала концепцию «ЦОД шаговой доступности». Компания 3data самостоятельно проектирует, строит, эксплуатирует и продает услуги дата-центров. Сеть насчитывает более 20 собственных ЦОД в Москве и Московской области. 

## История
•	Компания 3data была основана в 2013 году.
•	Весной 2013 года был открыт веб-сайт 3data.ru 
•	В 2017 году компания Schneider Electric заключила соглашение о стратегическом сотрудничестве при построении моновендорного дата-центра с компанией 3data. 
•	В июне 2018 года отечественный производитель модульных дата-центров GreenMDC и оператор услуг ЦОД компания 3data подписали соглашение о сотрудничестве.  
•	В 2022 году состоялся запуск первого центра обработки данных на Дальнем Востоке в партнерстве с Key Point. На пресс-конференции в 2023 году ГК Key Point и 3data рассказали, что уже в стадии реализации находятся проекты в Новосибирске Екатеринбурге и Ставрополе. 
•	Облачный сегмент компании 3data вырос до самостоятельного направления бизнеса, приносящего около 25% выручки. В следствии была построена облачная платформа RCloud by 3data. В 2023 году компания принимает участие в премии DC Awards 2023, где выигрывает в номинации «Лучшая облачная платформа». 
•	В сентябре 2022 года 3data объявила о новом направлении деятельности «3data HyperScale» - крупнейшем дистрибьюторе услуг дата-центров. В 2023 году 3data запустила крупный дата-центр в Медведково (проект 3data HyperScale) с мощностью 36 МВт и возможностью размещения до 4 000 стоек по 6 кВт каждая.
•	В 2023 году компания 3data отпраздновала свое 10-ти летие. 
•	К 2025 году сеть дата-центров 3data насчитывает свыше 20 ЦОД по России, большая часть приходится на Москву и Московскую область.

## Инфраструктура
Инфраструктура компании на 2025 год включает 16 дата-центров по Москве:
- Дата-центр «А35» в Москве по адресу Алтуфьевское ш., д. 35, cтр. 2;
- Дата-центр «Б17» по адресу ул. Бутлерова, д. 17Б;
- Дата-центр «БА81» по адресу ул. Большая Академическая, д. 81
- Дата-центр «БП54» по адресу ул. Большая Полянка, д. 54, стр. 3
- Дата-центр «Ж8» по адресу Жуков пр-д, вл. 8
- Дата-центр «Э2» по адресу 1-я ул. Энтузиастов, д. 2А
- Дата-центр «НР26» по адресу ул. Новорязанская, д. 26, стр. 1
- Дата-центр «П29» по адресу Пятницкое ш., д. 29, корп. 1
- Дата-центр «СК19» по адресу ул. Садовая-Кудринская, д. 19, стр. 2
- Дата-центр «С21» по адресу ул. Стойковская, д. 21
- Дата-центр «ТФ22» по адресу ул. Тимура Фрунзе, д. 22, стр. 4
- Дата-центр «У8» по адресу 3-й Угрешский пр-д, д. 8, стр. 5
- Дата-центр «МР4» по адресу 17-й пр-д Марьиной Рощи, д. 4, корп. 1
- Дата-центр «Н10» по адресу Напрудный пер., д. 10, стр. 1
- Дата-центр «П6» по адресу ул. Правобережная, д. 6А, стр. 5
- Дата-центр «М8» по адресу 4-я ул. 8 Марта, д. 6А

## Награды и премии
- Награда «ЦОД года» национальной премии "ЦОДы.РФ" (март 2019 года)[8].
- Награда «За вклад в развитие отрасли» на Премии DC Awards 2023 (июнь 2023 года)[9].
- Награда «Лучшее ИТ-решение для ЦОД» на Премии DC Awards 2025 (июнь 2025 года)[10].